# Frederik III van Sleeswijk-Holstein-Gottorp
Frederik III van Sleeswijk-Holstein-Gottorp (Sleeswijk, 22 december 1597 - Tönning, 10 augustus 1659) was van 1616 tot aan zijn dood hertog van Sleeswijk-Holstein-Gottorp. Hij behoorde tot het huis Sleeswijk-Holstein-Gottorp.

## Levensloop
Frederik III was de oudste zoon van hertog Johan Adolf van Sleeswijk-Holstein-Gottorp en diens echtgenote Augusta, dochter van koning Frederik II van Denemarken. In 1616 volgde hij op 18-jarige leeftijd zijn vader op als hertog van Sleeswijk-Holstein-Gottorp.
Hij had ambitieuze plannen betreffende de ontwikkeling van de zeehandel. In 1621 stichtte Frederik de stad Friedrichstadt, die vriendschapsbanden aanging met de stad Glückstadt die in 1617 door koning Christiaan IV van Denemarken was gesticht. Tegelijkertijd probeerde hij een handelsweg te vinden met Rusland en Perzië zonder daarvoor Afrika rond te varen. Om deze reden stuurde hij in november 1633 een handelsexpeditie van Hamburg naar Moskou onder leiding van commercieel agent Otto Brüggemann, hertogelijk adviseur Philipp Crusius en secretaris Adam Olearius. Op 14 augustus 1634 arriveerde de delegatie in Moskou. Hoewel het niet lukte om een handelsakkoord met tsaar Michaël I van Rusland te sluiten, begon Frederik na de terugkeer van de delegatie op 6 april 1635 een nieuwe handelsexpeditie voor te bereiden. In 1636 stuurde hij zijn delegatie naar Perzië en in 1639 zond sjah Safi van Perzië een tegendelegatie met geschenken voor de hertog.
Frederik had de moeilijke taak om zijn hertogdom door de Dertigjarige Oorlog te leiden. Hij voerde tijdens deze oorlog een neutrale politiek, wat in de praktijk betekende dat hij een unie met Denemarken weigerde en een pro-Zweedse politiek voerde. In 1654 ontving hij de pas geabdiceerde koningin Christina van Zweden. Omdat de Zweedse poging om een grootmacht te worden uiteindelijk faalde, betekende de pro-Zweedse politiek van Frederik de verzwakking van zijn hertogdom. 
Frederik III was meer succesvol als ondersteuner van kunst en cultuur. Zo trad hij op 3 september 1642 toe tot het Vruchtdragende Gezelschap van vorst Lodewijk I van Anhalt-Köthen. Bovendien droeg hij bij tot de creatie van de Globe van Gottorp. De schilder Jurriaen Ovens werkte 30 jaar lang op het hof van Frederik III en zijn zoon Christiaan Albrecht.
In augustus 1659 stierf hij op 61-jarige leeftijd.

## Huwelijk en nakomelingen
Op 21 februari 1630 huwde hij in Dresden met Maria Elisabeth (1610-1684), dochter van keurvorst Johan George I van Saksen. Ze kregen zestien kinderen:
- Sophia Augusta (1630-1680), huwde in 1649 met vorst Johan VI van Anhalt-Zerbst
- Magdalena Sibylla (1631-1719), huwde in 1654 met hertog Gustaaf Adolf van Mecklenburg-Güstrow
- Johan Adolf (1632-1633)
- Maria Elisabeth (1634-1665), huwde in 1650 met landgraaf Lodewijk VI van Hessen-Darmstadt
- Frederik (1635-1654)
- Hedwig Eleonora (1636-1715), huwde in 1654 met koning Karel X Gustaaf van Zweden
- Adolf August (1637-1637)
- Johan George (1638-1655)
- Anna Dorothea (1640-1713)
- Christiaan Albrecht (1641-1695), hertog van Sleeswijk-Holstein-Gottorp
- Gustaaf Ulrich (1642-1642)
- Christina Sabina (1643-1644)
- August Frederik (1646-1705), bisschop van Lübeck
- Adolf (1647-1647)
- Elisabeth Sophia (1647-1647)
- Augusta Maria (1649-1728), huwde in 1670 met markgraaf Frederik VII van Baden-Durlach.

### Voorvaderen
| Frederik III van Sleeswijk-Holstein-Gottorp             | Frederik III van Sleeswijk-Holstein-Gottorp                                                 | Frederik III van Sleeswijk-Holstein-Gottorp                                                 | Frederik III van Sleeswijk-Holstein-Gottorp                                                 | Frederik III van Sleeswijk-Holstein-Gottorp                                                 | Frederik III van Sleeswijk-Holstein-Gottorp                                                 | Frederik III van Sleeswijk-Holstein-Gottorp                                                 | Frederik III van Sleeswijk-Holstein-Gottorp                                                 | Frederik III van Sleeswijk-Holstein-Gottorp                                                 |
| ------------------------------------------------------- | ------------------------------------------------------------------------------------------- | ------------------------------------------------------------------------------------------- | ------------------------------------------------------------------------------------------- | ------------------------------------------------------------------------------------------- | ------------------------------------------------------------------------------------------- | ------------------------------------------------------------------------------------------- | ------------------------------------------------------------------------------------------- | ------------------------------------------------------------------------------------------- |
| Overgrootouders                                         | Frederik I van Denemarken (1471-1533) ∞ Sophia van Pommeren (1498-1568)                     | Frederik I van Denemarken (1471-1533) ∞ Sophia van Pommeren (1498-1568)                     | Filips I van Hessen (1504-1567) ∞ Christina van Saksen (1505-1549)                          | Filips I van Hessen (1504-1567) ∞ Christina van Saksen (1505-1549)                          | Christiaan III van Denemarken (1503-1559) ∞ 1525 Dorothea van Saksen-Lauenburg (1511-1571)  | Christiaan III van Denemarken (1503-1559) ∞ 1525 Dorothea van Saksen-Lauenburg (1511-1571)  | Ulrich van Mecklenburg-Güstrow (1527-1603) ∞ Elisabeth van Denemarken (-)                   | Ulrich van Mecklenburg-Güstrow (1527-1603) ∞ Elisabeth van Denemarken (-)                   |
| Grootouders                                             | Adolf van Sleeswijk-Holstein-Gottorp (1526–1586) ∞ Christina van Hessen (1543-1604)         | Adolf van Sleeswijk-Holstein-Gottorp (1526–1586) ∞ Christina van Hessen (1543-1604)         | Adolf van Sleeswijk-Holstein-Gottorp (1526–1586) ∞ Christina van Hessen (1543-1604)         | Adolf van Sleeswijk-Holstein-Gottorp (1526–1586) ∞ Christina van Hessen (1543-1604)         | Frederik II van Denemarken (1534-1588) ∞ 1572 Sophia van Mecklenburg-Güstrow (1557-1631)    | Frederik II van Denemarken (1534-1588) ∞ 1572 Sophia van Mecklenburg-Güstrow (1557-1631)    | Frederik II van Denemarken (1534-1588) ∞ 1572 Sophia van Mecklenburg-Güstrow (1557-1631)    | Frederik II van Denemarken (1534-1588) ∞ 1572 Sophia van Mecklenburg-Güstrow (1557-1631)    |
| Ouders                                                  | Johan Adolf van Sleeswijk-Holstein-Gottorp (1575–1616) ∞ Augusta van Denemarken (1580-1639) | Johan Adolf van Sleeswijk-Holstein-Gottorp (1575–1616) ∞ Augusta van Denemarken (1580-1639) | Johan Adolf van Sleeswijk-Holstein-Gottorp (1575–1616) ∞ Augusta van Denemarken (1580-1639) | Johan Adolf van Sleeswijk-Holstein-Gottorp (1575–1616) ∞ Augusta van Denemarken (1580-1639) | Johan Adolf van Sleeswijk-Holstein-Gottorp (1575–1616) ∞ Augusta van Denemarken (1580-1639) | Johan Adolf van Sleeswijk-Holstein-Gottorp (1575–1616) ∞ Augusta van Denemarken (1580-1639) | Johan Adolf van Sleeswijk-Holstein-Gottorp (1575–1616) ∞ Augusta van Denemarken (1580-1639) | Johan Adolf van Sleeswijk-Holstein-Gottorp (1575–1616) ∞ Augusta van Denemarken (1580-1639) |
| Frederik III van Sleeswijk-Holstein-Gottorp (1597–1659) |                                                                                             |                                                                                             |                                                                                             |                                                                                             |                                                                                             |                                                                                             |                                                                                             |                                                                                             |